# Α-esaclorocicloesano
L'α-esaclorocicloesano (α-HCH) è uno degli isomeri del esaclorocicloesano, che fanno parte della classe dei composti organici clorurati.  È un sottoprodotto della produzione del lindano, un insetticida composto principalmente dall'isomero γ con tracce degli isomeri α, β e δ. 
Risulta più stabile e difficilmente degradabile degli altri isomeri, pertanto si accumula per un lungo periodo sia in ambiente che nei tessuti di uomini e animali che ne subiscono l'esposizione.
Questa sostanza può determinare effetti sul sistema nervoso centrale già dopo breve esposizione e può avere effetto sul sangue e sul fegato dopo prolungata esposizione. L'α-esaclorocicloesano è ritenuto un sospetto cancerogeno per l'uomo.